# Thalenessa edwardsi
Thalenessa edwardsi är en ringmaskart som först beskrevs av Johan Gustaf Hjalmar Kinberg 1856.  Thalenessa edwardsi ingår i släktet Thalenessa och familjen Sigalionidae. Inga underarter finns listade i Catalogue of Life.